# Антонио Феранте Гонзага
Вижте пояснителната страница за други личности с името Феранте Гонзага.
Антонио Феранте Гонзага (на италиански: Antonio Ferrante Gonzaga; * 9 декември 1687, Гуастала, Херцогство Гуастала; † 16 април 1729, пак там) от кадетски клон на рода Гонзага е херцог на Гуастала от 1714 г. до смъртта си.

## Произход
Той е най-големият син на Винченцо Гонзага (* 1634, † 1714), граф на Сан Паоло в Пулия и бъдещ херцог на Гуастала, и на съпругата му Мария Витория Гонзага (* 1659, † 1707). По времето на раждането на Антонио Фердинандо баща му все още претендира за владението на Гуастала, предоставено от императора на Свещената Римска империя Леополд I през 1678 г. на херцога на Мантуа Фердинандо Карло Гонзага след смъртта на последния суверен на Гуастала Феранте III, братовчед на Винченцо; Фердинандо Карло се жени за най-голямата дъщеря на Феранте III, Анна Изабела, която наследява Гуастала след смъртта на баща си. За да консолидира мотивите си, Винченцо също се жени през 1679 г. за дъщерята на покойния херцог Феранте III, Мария Витория. По този начин, когато през 1692 г. императорът отнема феодалното владение на Гуастала от херцога на Мантуа, виновен, че е заел френска страна, Винченцо, който остава винаги верен на имперската фракция, е инвестиран с него. 
Антонио има един брат и една сестра:
- Елеонора Луиза (* 1686, † 1742), съпруга на Франческо Мария де Медичи, губернатор на Сиена;
- Джузепе Мария (* 1690, † 1746) херцог на Гуастала от 1729, съпруг на Елеонора фон Шлезвиг-Холщайн-Зондебург-Визенбург.

## Биография
Лоялността към императора продължава и с Антонио Фердинандо, който наследява баща си през 1714 г. в Херцогство Гуастала и във феодите Сабионета и Боцоло. Той не е подходящ да управлява херцогството, вече измъчено от Войната за испанското наследство, когато австрийските и френските армии го опустошават. Той е селянин, груб и невеж. Единствената му грижа е ловът. Той делегира управлението на министъра си Помпонио Спилимберго.
Една вечер, връщайки се от лов, 41-годишният херцог, уморен и подгизнал от дъжда, страхувайки се от настинка, се съблича и тялото му е натрито с алкохол; той се приближава до камината гол и се запалва. Умира на 16 април 1729 г. след три дни на жестока агония. Херцогството отива при брат му Джузепе Мария Гонзага.

## Брак и потомство
Жени се два пъти:
∞ 1. за Маргерита Чезарини, от която няма деца
∞ 2. 23 февруари 1727 в Дармщат за Теодора фон Хесен-Дармщат (* 6 февруари 1706, Виена; † 23 януари 1784, Парма), дъщеря на ландграф Филип фон Хесен-Дармщат, от която няма деца.